# Olivier Demers
 (février 2024).
Si vous disposez d'ouvrages ou d'articles de référence ou si vous connaissez des sites web de qualité traitant du thème abordé ici, merci de compléter l'article en donnant les références utiles à sa vérifiabilité et en les liant à la section « Notes et références ».
Olivier Demers est un musicien québécois multi-instrumentiste né le 6 février 1977. Violoniste de formation, il s'est par la suite tourné vers la musique traditionnelle québécoise.

## Carrière musicale
Demers a commencé sa carrière en jouant de la musique de chambre et du jazz avant de se consacrer pleinement à la musique traditionnelle. Il est surtout connu comme membre fondateur du groupe Le Vent du Nord, formé en 2001 avec Nicolas Boulerice . Avec cette formation, il a participé à plus de 2000 spectacles à travers le monde et enregistré plusieurs albums, remportant de nombreux prix dont des Félix et des Juno . Avant Le Vent du Nord, Demers a fait partie d'autres formations musicales et a collaboré avec divers artistes, contribuant ainsi à enrichir la scène musicale québécoise .

## Contributions à la musique traditionnelle
En plus de sa carrière d'interprète, Demers est très impliqué dans la préservation et la promotion de la musique traditionnelle québécoise. Il est cofondateur et organisateur de La Veillée de l'avant Veille, un événement annuel qui célèbre la musique folklorique . Demers a participé à plus de 70 albums en tant que musicien, coréalisateur ou réalisateur. En 2020, il a publié "1000 airs du Québec et de l'Amérique francophone - TOME I", un recueil de musique traditionnelle .

## Collaborations
Olivier Demers oeuvre non seulement comme violoneux, mais aussi comme guitariste, mandoliniste, chanteur et "tapeux de pieds" (podorythmie). Au cours de sa carrière, Demers a collaboré avec de nombreux artistes et groupes, notamment Le Cirque du Soleil, La Bottine Souriante, Väsen, Michel Faubert et Dervish ,. Il forme la moitié du duo Boulerice-Demers aavec Nicolas Boulerice. En 2023, le duo lance "Art populaire", une collaboration avec Robert Deveaux, chanteur et violoneux du Cap-Breton,. L'album présente 11 titres, principalement des chansons traditionnelles acadiennes et québécoises, certaines séculaires, dans une forme épurée.

## Discographie
- 2024 : L'emprunt(e) volume 2 - Prairie Comeau - La Compagnie du Nord (à venir)
- 2024 : L'emprunt(e) volume 1 - Prairie Comeau - La Compagnie du Nord[11]
- 2023 : Art populaire - Nicolas Boulerice - Olivier Demers avec Robert Deveaux - La Compagnie du Nord
- 2023 : Les Voix du Vent - Le Vent du Nord, Quatuor Trad et Philippe Prud'homme - La Compagnie du Nord
- 2023 : Explorer - Archetype Trad - Indépendant - preneur de son et tapeur de pieds
- 2023 : Il est grand temps - Musique à bouche - Les disques passeport - arrangeur Naufrage dans le ciel
- 2022 : 20 printemps - Le Vent du Nord - La Compagnie du Nord
- 2022 : Il fera beau demain - Proulx-Demers - La Compagnie du Nord
- 2021 : 15 ans de sessions au Vices & Versa - Collectif / David Boulanger - La Compagnie du Nord
- 2021 : Bonheur sur gage - Jocelyn Thouin & Les pas dociles - Indépendant
- 2020 : La route - Bernard Simard - Indépendant
- 2020 : La ballade de Farley - Steve Fortin - Tuta music inc
- 2020 : Chansons en noires et blanches - Duo Beaudry-Prud'homme - La Compagnie du Nord réalisateur
- 2020 : Maison de pierres - Nicolas Boulerice feat. Frédéric Samson - La Compagnie du Nord
- 2020 : À l'envers d'un monde - Olivier Demers - La Compagnie du Nord
- 2019 : Territoires - Le Vent du Nord - Borealis records
- 2018 : Bruno MacKay - Bruno MacKay - Indépendant
- 2018 : Notre album solo - Le Vent du Nord & De Temps Antan - La Compagnie du Nord
- 2017 : La grosse maison rouge - André Brunet - Indépendant
- 2015 : Têtu - Le Vent du Nord - Borealis records
- 2012 : Tromper le temps - Le Vent du Nord - Borealis records
- 2012 : Trésors de Noël - Compilation Radio-Canada avec Le Vent du Nord - Radio-Canada disques
- 2011 : Nagez rameurs - Genticorum - Roues et Archets
- 2011 : Une étoile m'a dit - Chloé Ste-Marie avec Le Vent du Nord - GSI
- 2010 : Bernard Simard et compagnie - Bernard Simard - Indépendant
- 2010 : Symphonique - Le Vent du Nord (arr. Tom Myron) - Radio-Canada disques
- 2009 : La part du feu - Le Vent du Nord - Borealis records
- 2009 : The golden road - Étienne Bovo - Indépendant
- 2009 : Kitchen shakers - Dale Boyle - Indépendant
- 2009 : Accordéon diatonique - Daniel Thonon - Indépendant
- 2009 : Par un dimanche au soir - Le Vent du Nord - Folquébec productions
- 2008 : Intention - Claire Hayek - Indépendant
- 2008 : L'univers de Rajotte - Claude Rajotte - Radio-Canada
- 2008 : Amour reviens-moi - Dany Bédar - DÉJÀ
- 2008 : Québec - Le Vent du Nord - Putumayo
- 2008 : Cooking 5 - Le Vent du Nord
- 2008 : Djai gourou - Indépendant
- 2008 : Truth and fiction - Rob Lutes - Indépendant
- 2008 : Mesdames et messieurs! - Le Vent du Nord - Borealis records
- 2008 : Entre deux mondes - Daniel Simard - Disques Artic
- 2007 : Le sort des amoureux - Éric et Simon Beaudry - Roues et Archets
- 2007 : Different places- Plastic Operator - Fine day
- 2007 : Sourire - Benoit Archambault - Victoire
- 2007 : Dans les airs - Le Vent du Nord - Borealis records
- 2007 : Wintuk - Cirque du Soleil
- 2007 : Le sort des amoureux - Éric et Simon Beaudry - Roues et archets
- 2006 : La Veillée de l'avant Veille 10 ans - VDN et + - Roues et Archets
- 2006 : Traces et contrastes - Guy Brière - Indépendant
- 2006 : Compilation Six Strings North of the Border vol. 3 - Artistes variés - Borealis records
- 2006 : Over the Bridge - Mike Ayles - Indépendant
- 2006 : Un peu d'ci un peu d'ça - Nicolas Boulerice et Olivier Demers - Roues et Archets
- 2006 : La fin du monde - Michel Faubert - La Tribu
- 2006 : Rose a parfois les blues- Marie-Paule Rozon - Disques Lucky
- 2005 : Compilations vol.1 et 2 - Dany Bédar - DÉJÀ
- 2005 : Gaestebud/Feast - Haugaard & Hoirup - GO Danish Folk Music
- 2005 : Les amants du St-Laurent - Le Vent du Nord - Borealis records
- 2004 : Tout nu dans mon lit - Patrick Prévost - Indépendant
- 2004 : P.S. tendresse - Dany Bédar - DÉJÀ
- 2004 : Arthur l'aventurier - Gregg Music
- 2004 : Annie Carrier - DKDD
- 2004 : Let 'em run - The Bills - Borealis records
- 2003 : Cœur Fragile - Michèle Choinière - Indépendant
- 2003 : Compilation Vancouver Folk Fest - Artistes variés - Vancouver Folk Fest
- 2003 : Merci pour la chanson - Le Vent du Nord - ADISQ
- 2003 : Rendez-vous Folk - Artistes variés - Folk Canada
- 2003 : Tout est normal - Richard Pellan - Boombox
- 2003 : Maudite moisson! - Le Vent du Nord - Borealis records
- 2003 : Chez moi - Benoit - Disques Victoire
- 2002 : 20/02 - Mario Pelchat - Zone 3
- 2002 : Fruit de ma récente nuit blanche - Dany Bédar - Boom Box
- 2002 : Drôle de sort - Daniel Simard - Artic
- 2002 : Douze chansons consignées - Les Ours - Production Bros
- 2002 : Ça t'tenterais-tu ? - Dominic Clément  - Jamil
- 2001 : Le vent du nord est toujours fret… - Nicolas Boulerice et Olivier Demers - Roues et archets
- 2001 : FOLQ 1 - Folquébec Productions
- 2001 : Brigolet Alain Charpentier	Production Alain Charpentier
- 2001 : 41 musiciens folk du Québec - Artistes variés - Folquébec Productions
- 2001 : Le piano de Sarah - Montcorbier - Amérix
- 2001 : Ovopédies et libations - Ovo - Ongkara
- 2000 : Album Souvenir - Country 2000 - Starr
- 2000 : Tumbleweed - Tumbleweed - Indépendant
- 2000 : Let it flow - Moz Taylor - Indépendant
- 1998 : Destiny? - Mystery - Unicorn
- 1998 : De la France à la Nouvelle-France - Artistes variés - Prod. Oyez Oyez
- 1996 : Rue St-Denis - Daniel Simard - Prod. Daniel Simard

### Prix et distinctions
- 2023 : Gagnant au gala de l'ADISQ d'un Félix - Album  de l'année - traditionnel pour Les Voix du Vent - Le Vent du Nord - Quatuor Trad - Philippe Prud'homme
- 2022 : Gagnant au gala de l'ADISQ d'un Félix - Album  de l'année - traditionnel pour 20 printemps[12]
- 2022 : Nommé aux Prix de musique folk canadienne - Groupe vocal de l’année
- 2022 : Nommé aux Prix de musique folk canadienne - Album traditionnel de l'année pour 20 printemps[13]
- 2020 : Nommé aux prix Opus - Concert de l'année - Musique traditionnelle québécoise pour Territoires
- 2020 : Nommé aux prix Opus - Album de l'année - Musique du monde et traditionnelle québécoise pour Territoires
- 2020 : Nommé aux prix Opus - Album de l'année - Musique du monde et traditionnelle québécoise pour Notre album solo avec De temps antan
- 2019 : Gagnant au gala de l'ADISQ d'un Félix - Album traditionnel de l'année pour Notre album solo avec Le Vent du Nord & De temps antan[14]
- 2019 : Nommé au gala de l'ADISQ - Album traditionnel de l'année pour Territoires[15]
- 2019 : Récipiendaire du Grand Prix Desjardins de la culture de Lanaudière / musique[16]
- 2019 : Récipiendaire du prix Édith Butler - Francophonie canadienne – Offert par Bell Média au Gala de la fondation SPACQ[17]
- 2018 : Gagnant d'un prix OPUS - Concert de l'année 2016-2017 - musique du monde pour SOLO avec De temps Antan et Le Vent du Nord
- 2015 : Gagnant d'un Félix au gala de l'ADISQ - Album traditionnel de l'année pour Têtu[18]
- 2015 : Gagnant du Prix Pont Transatlantique par Babel Med Music / Mundial Montréal[19]
- 2015 : Nommé aux Prix de la musique folk canadienne - Album traditionnel de l'année pour Têtu[20]
- 2013 : Nommé aux prix Juno - Album traditionnel de l'année pour Tromper le temps[21]
- 2012 : Introduit dans l'Order of the Porcupine Hall of Fame de l'émission de radio torontoise "Back to the sugar camp"[22]
- 2012 : Récipiendaire du Grand Prix du disque Charles-Cros - Musique du monde pour l'album Tromper le Temps[23]
- 2012 : Nommé au gala de l'ADISQ - Album traditionnel de l'année pour Tromper le temps[24]
- 2012 : Nommé aux Prix de la musique folk canadienne - Album traditionnel de l'année pour Tromper le temps[25]
- 2012 : Nommé aux Prix de la musique folk canadienne - Groupe de l'année[26]
- 2011 : Récipiendaire du Micro d'art 103,5 au gala des Excelsiors de la Chambre de commerce du Grand Joliette[27]
- 2011 : Gagnant d'un prix Juno - Album traditionnel de l'année pour La part du feu[28]
- 2010 : Nommé au gala de l'ADISQ - Album traditionnel de l'année pour La part du feu[29]
- 2010 : Gagnant du prix Prix de la musique folk canadienne - Groupe de l'année[30]
- 2010 : Nommé au Prix de la musique folk canadienne - Album traditionnel de l'année pour La Part du feu[31]
- 2010 : Nommé au Prix de la musique folk canadienne - Artiste de l'année - Musique du monde - Groupe[30]
- 2009 : Nommé au gala de l'ADISQ - Album traditionnel de l'année pour Mesdames et messieurs![32]
- 2008 : Nommé aux Prix de la musique folk canadienne - Album traditionnel de l'année pour Dans les airs![33]
- 2008 : Nommé aux Prix de la musique folk canadienne - Groupe de l'année aux Prix de la musique folk canadienne[34]
- 2008 : Nommé au gala de l'ADISQ - Album traditionnel de l'année pour Dans les airs[35]
- 2006 : Récipiendaire du Prix du meilleur artiste traditionnel (décerné par le North American Folk Music and Dance Alliance)[36]
- 2005 : Gagnant aux Prix de la musique folk canadienne - Album traditionnel de l'année pour Les amants du St-Laurent[37]
- 2005 : Nommé au gala de l'ADISQ - Album traditionnel de l'année pour Les amants du St-Laurent[38]
- 2004 : Nommé au gala de l'ADISQ - Album traditionnel de l'année pour Maudite moisson![39]

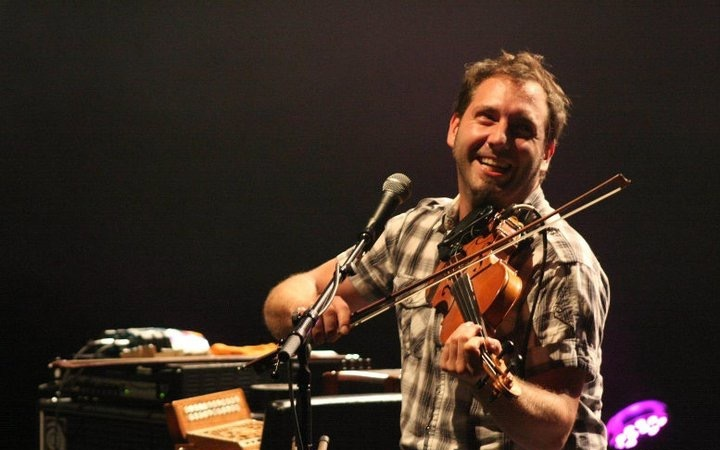
Olivier Demers

- 2004 : Gagnant d'un prix Juno - Album traditionnel de l'année pour Maudite moisson!